# Pluto e le papere
Pluto e le papere (The Pointer) è un film del 1939 diretto da Clyde Geronimi. È un cortometraggio animato della serie Mickey Mouse, prodotto dalla Walt Disney Productions e uscito negli Stati Uniti il 21 luglio 1939, distribuito dalla RKO Radio Pictures. Nel 1978 fu inserito in versione ridotta nel film di montaggio Buon compleanno Topolino. Il film venne candidato per l'Oscar al miglior cortometraggio d'animazione ai Premi Oscar 1940, ma perse a favore del cortometraggio Disney Il piccolo diseredato, l'ultima delle Sinfonie allegre. Dal 1993 viene distribuito col titolo Pluto cane da punta.

## Trama
Topolino legge a Pluto un libro di istruzioni su come puntare la preda e non muoversi. I due infatti sono accampati in un bosco e poco dopo vanno a caccia, non prima che Topolino abbia lanciato via una lattina di fagioli. I due vedono delle quaglie, ma Pluto, eccitatosi, fa cadere Topolino e spaventa gli uccelli. Topolino rimprovera Pluto, ma poi si ammorbidisce, rendendosi conto che Pluto è un cane meticcio e non sarà in grado di imparare. Inseguendo un verme, Pluto si separa dal suo padrone, poi vede di nuovo le quaglie e le punta. Stavolta il cane è attento a non muoversi affatto, fino al punto di lasciare che le quaglie saltino su di lui e gli tirino i peli. Topolino intanto risveglia inconsapevolmente un orso grizzly addormentato, che inizia a seguirlo. Solo dopo aver incontrato Pluto, ancora nella sua posizione del puntatore, Topolino si rende conto dell'orso. Dopo aver cercato di parlare con l'orso, Topolino si trova costretto a scappare insieme a Pluto verso il loro accampamento. Qui Topolino sfrutta il fiuto di Pluto per trovare la lattina di fagioli da lui gettata via in precedenza.

## Distribuzione

### Edizione italiana
Il corto fu distribuito in Italia l'11 aprile 1963 nel programma Avventure di caccia del prof. De Paperis; il doppiaggio fu eseguito dalla C.D.C. e curato da Roberto De Leonardis. Nel 1979, per la sua ridistribuzione nei cinema ma in versione ridotta, il corto fu ridoppiato dalla DEFIS per il film di montaggio Buon compleanno, Topolino (1978) uscito nell'omonima VHS del 1982. Nel 1993, per l'inclusione nel sesto volume della VHS VideoParade, il corto fu ridoppiato dal Gruppo Trenta. Tale doppiaggio venne usato nelle varie occasioni successive.

### Cinema
- Avventure di caccia del prof. De Paperis (11 aprile 1963)[4][5][6][7]
- Buon Compleanno Topolino (18 novembre 1979)[2][8][9]

### Edizioni home video

#### VHS
- Buon compleanno Topolino (settembre 1982)[2]
- Le avventure di caccia del prof. De Paperis (dicembre 1985)[6]
- VideoParade vol. 6 (aprile 1993)[3]

#### DVD
Il cortometraggio è incluso nel DVD Walt Disney Treasures: Topolino star a colori - Vol. 2.